# ستيفن براند
ستيفن براند (بالإنجليزية: Steven Brand)‏ هو ممثل بريطاني، ولد في 26 يونيو 1969 بدندي في المملكة المتحدة.

## أعمال

### أفلام
- (2002) الملك العقرب[2][3][4]
- (2011)  وحي
- (2015) المجرم

## وصلات خارجية
- ستيفن براند على موقع IMDb (الإنجليزية)
- ستيفن براند على موقع ميوزك برينز (الإنجليزية)
- ستيفن براند على موقع قاعدة بيانات الفيلم (الإنجليزية)